# Herb Alpert
Herbert "Herb" Alpert (født 31. marts 1935) er en amerikansk trompetist, sanger, komponist og pladeselskabsleder. Han er mest kendt som leder af orkestre som Herb Alpert & the Tijuana Brass, Herb Alpert's Tijuana Brass og TJB. Han grundlagde sammen med Jerry Moss i 1962 pladeselskabet A&M Records (navngivet efter initialerne af deres efternavne).
Som musiker har han opnået fem hitlisteførstepladser, otte Grammy Awards og solgt over 72 millioner plader. Blandt hans hits er sange som "A Taste of Honey", "Tijuana Taxi" og "This Guy's in Love with You".

## Biografi
Alpert kom til verden i Los Angeles, født ind i en jødisk familie af østeuropæisk afstamning. Familien var ret musikalsk, skønt forældrene ikke levede af musikken. Derfor var det naturligt, at Herb tidligt begyndte at få undervisning i denne kunstart, og han valgte trompeten som otteårig. Som teenager spillede han til baller, og han fik som ung fat i en slags båndoptager, som han eksperimenterede med. I 1952 blev han indkaldt til militærtjeneste, og her optrådte han i flere tilfælde, når der var officiel lejlighed til det. Efter endt tjeneste forsøgte han sig kortvarigt som skuespiller, inden han indså, at en musikkarriere var mest lovende.
I 1957 slog han sig sammen med Rob Weerts som sangskriverpar, og de fik kontrakt med et pladeselskab. I de følgende år skrev Alpert alene eller sammen med andre en række sange, og nogle af disse blev mindre hits, som "Wonderful World" for Sam Cooke og "Baby Talk" med Jan and Dean. Han fik selv debut som sanger i 1960 uden større opmærksomhed.
Sammen med Jerry Moss grundlagde Herb Alpert pladeselskabet Carnival Records i 1961. Da de opdagede, at der også fandtes et andet selskab med samme navn, oprettede de i stedet A&M Records i 1962.

### Tijuana Brass
Kort efter at have oprettet pladeselskabet samt etableret et lille pladestudie i sin garage var Herb Alpert i Tijuana i Mexico. Her skulle han til tyrefægtning, og i en pause oplevede han et lokalt mariachiorkester spille. Dette blev han så fascineret af, at han øvede sig på at spille trompet i den stil, han havde hørt. Resultatet blev nummeret "The Lonely Bull", som også indeholdt reallyde fra begejstrede tilskuere til tyrefægtning. Han finansierede selv indspilningen og havde held til at få en række radiostationer til at spille sangen. Det resulterede i, at sangen blev et hit, der nåede i top ti i USA. Han smedede, mens jernet var varmt, og udsendte snart debutalbummet The Lonely Bull under navnet Herb Alpert & the Tijuana Brass, skønt det reelt primært var Alpert selv, der havde spillet og anvendt teknikken til at få en større lyd ud. Albummet var det første fra A&M.
Efterhånden blev der efterspørgsel på Herb Alpert & the Tijuana Brass til koncerter, og Alpert fik derpå en række musikere til at aflægge prøve, hvilket gav som resultat et seksmandsorkester med Alpert i spidsen. Gruppen fik debut i 1965 og blev hurtigt en stor succes, idet deres sceneoptræden ud over musikken også omfattede stramt koreograferede trin samt komiske indslag. Skønt ingen i orkesteret var af spansktalende afstamning, medførte deres succes en række nye navne i samme stilart. Mange af disse blev tilknyttet A&M Records og gav selskabet god indtjening, så det også kunne satse på nye navne. Blandt disse var Chris Montez og The Sandpipers.
Succesen for Tijuana Brass bragte dem i tv, og i 1967 fik de deres eget show. Populariteten steg også, da et Herb Alpert-nummer, "The Mexican Shuffle", blev brugt i en tyggegummi-reklameserie. Blandt gruppens populære album i disse år var Whipped Cream (and Other Delights), der blandt andet blev kendt for at have fotomodellen Dolores Erickson på coveret, tilsyneladende kun "iført" flødeskum. Orkesteret indspillede endvidere titelmelodien til 1967-udgaven af James Bond-filmkomedien Casino Royale.
Fra midten af 1960'erne var Herb Alpert & the Tijuana Brass et internationalt topnavn, der solgte millioner af plader og modtog en stribe anerkendelser, herunder Grammy Awards. I 1966 havde gruppen en overgang fem album på Billboards pophitliste samtidig, hvilket er en rekord, der aldrig senere er overgået.
Herb Alperts egne bidrag til succesen var som orkesterleder, trompetist og sangskriver, mens han kun i mindre omfang sang, idet hans sangstemme ikke var så stor. Da han i 1968 havde sunget "This Guy's in Love with You" til sin daværende hustru, var den egentlig ikke beregnet til plade, men da sangen var blevet vist på CBS, opstod der stor efterspørgsel efter den, og da den blev udsendt, nåede den førstepladsen på hitlisterne.

### Tiden efter Tijuana Brass
I 1969 opløste Alpert gruppen, men samlede den et par år senere til en pladeindspilning. Endnu et par år senere, i 1973, genoptog han samarbejdet med nogle af musikerne fra det originale orkester, og de indspillede nu et par album under navnet TJB. Denne gruppe turnerede i et par år efter dannelsen. I 1984 modtog Alpert en invitation til at spille i forbindelse med OL i Los Angeles, hvilket betød, at han igen for en kortere bemærkning samlede et Tijuana Brass-orkester.
Bortset fra disse tilfælde arbejdede Herb Alpert i 1970'erne, 1980'erne og 1990'erne som solokunstner med stor succes. Blandt hans hits var instrumentalnummeret "Rise", som nåede førstepladsen og dermed skaffe Alpert endnu en musikalsk rekord: Han er den eneste kunstner nogensinde, der har nået førstepladsen med både et instrumental- og et vokalnummer (vokalnummeret var "This Guy's in Love with You").
I 1987 solgte Moss og Alpert A&M Records til PolyGram. Alpert fortsatte som producer frem til 1993, og i de mange år med A&M samarbejdede han med en række store musiknavne som The Carpenters, Sérgio Mendes and Brazil '66, Liza Minnelli, Janet Jackson samt Lani Hall, Alperts nuværende hustru.

## Diskografi
Herb Alpert har udgivet følgende album:
- The Lonely Bull (1962)
- Volume 2 (1963)
- South of the Border (1964)
- Whipped Cream (and Other Delights) (1965)
- Going Places (1965)
- What Now My Love (1966)
- S.R.O. (1966)
- Sounds Like... (1967)
- Herb Alpert's Ninth (1967)
- The Beat of the Brass (1968)
- Christmas Album (1968)
- Warm (1969)
- The Brass Are Comin' (1969)
- Greatest Hits (1970)
- Summertime (1971)
- Solid Brass (1972)
- Foursider (1973)
- You Smile – The Song Begins (1974)
- A Treasury of the Award-Winning Herb Alpert and the Tijuana Brass plus selections from the Baja Marimba Band (1974)
- Coney Island (1975)
- Just You and Me (1976)
- Greatest Hits Vol. 2 (1977)
- Herb Alpert/Hugh Masekela (1978)
- Main Event Live! (1978)
- Rise (1979)
- Beyond (1980)
- Magic Man (1981)
- Fandango (1982)
- Blow Your Horn (1983)
- Noche De Amor (1983)
- Bullish (1984)
- Bravio (1984)
- Wild Romance (1985)
- Classics Volume 1 (1986)
- Classics Volume 20 (1987)
- Keep Your Eye on Me (1987)
- Under a Spanish Moon (1988)
- My Abstract Heart (1989)
- North on South St. (1991)
- The Very Best of Herb Alpert (1991)
- Midnight Sun (1992)
- Second Wind (1996)
- Passion Dance (1997)
- Colors (1999)
- Definitive Hits (2001)
- Lost Treasures (2005)
- Whipped Cream & Other Delights: Rewhipped (2006)
- Rise (genudsendelse, 2007)
- Anything Goes (2009)